# Emily Watson
Emily Watson, född 14 januari 1967 i London, är en brittisk skådespelare. Watson slog igenom i Lars von Triers film Breaking the Waves från 1996.
Jean-Pierre Jeunet skrev ursprungligen titelrollen i filmen Amelie från Montmartre för henne, men hon tackade nej, dels på grund av svårigheterna att arbeta på franska, dels för att hon inte ville vara borta hemifrån. Rollen gick då istället till Audrey Tautou.
Emily Watson är gift med skådespelaren Jack Waters med vilken hon har en dotter, född 2005, och en son, född 2009.

## Filmografi i urval
- 1996 – Breaking the Waves
- 1997 – The Boxer
- 1998 – Hilary och Jackie
- 1999 – Ängeln på sjunde trappsteget
- 2000 – The Luzhin Defence
- 2001 – Gosford Park
- 2002 – Cubic
- 2002 – Röd drake
- 2004 – The Life and Death of Peter Sellers
- 2005 – Corpse Bride
- 2006 – Miss Potter
- 2007 – Vattenhästen
- 2008 – Synecdoche, New York
- 2011 – War Horse
- 2012 – Anna Karenina
- 2013 – Boktjuven
- 2014 – The Theory of Everything
- 2014 – Testament of Youth
- 2015 – A Royal Night Out
- 2015 – Everest
- 2017 – Genius
- 2017 – Unga kvinnor (Miniserie)
- 2019 – Chernobyl (TV-serie)
- 2020 – The Third Day (TV-serie)
- 2025 – The Legend of Ochi
- 2025 – Hamnet